# AB Airlines
AB Airlines Ltd. (Air Bristol Ltd. fino al maggio 1997) era una compagnia aerea britannica creata l'8 febbraio 1993. Il codice IATA era 7L  e quello ICAO AZX. Le operazioni iniziarono su base irregolare l'11 ottobre 1993 e, su base regolare schedulata, il 7 dicembre. Inizialmente fu utilizzato un BAe 111. Con il marchio commerciale "AB Shannon" volò dall'omonima città irlandese dal 7 dicembre 1993 fino al 1996 e poi anche con quello "Air Belfast" dal marzo 1995 alla primavera 1996. Il suo Callsing era Aztec Air. Alla fine della carriera la flotta era composta da 5 aeromobili: 3 Boeing 737-300 e 2 Boeing 737-400. La compagnia ha operato per 6 anni e poi il 10 settembre 1999 ha cessato le operazioni.